# Congregazione generale della Compagnia di Gesù
La congregazione generale è l'organismo al vertice della struttura organizzativa della Compagnia di Gesù: è un'assemblea composta da tutti i prepositi provinciali dell'ordine e da due delegati per ogni provincia, scelti tra i religiosi professi. Si riunisce alla morte del preposito generale per eleggere il suo successore e può anche essere convocata, in casi straordinari, dal pontefice, dal preposito generale in carica o dalla congregazione dei procuratori, una commissione eletta ogni tre anni dalle province.
Il generale, che può anche essere deposto per decisione della congregazione, è tenuto ad applicare i suoi decreti.

## Elenco delle congregazioni generali
- I congregazione generale (19 giugno 1558 - 20 settembre 1558);
- II congregazione generale (21 giugno 1565 - 3 settembre 1565);
- III congregazione generale (12 aprile 1573 - 16 giugno 1573);
- IV congregazione generale (7 febbraio 1581 - 22 aprile 1581);
- V congregazione generale (3 novembre 1593 - 18 gennaio 1594);
- VI congregazione generale (21 febbraio 1608 - 29 marzo 1608);
- VII congregazione generale (5 novembre 1615 - 26 gennaio 1616);
- VIII congregazione generale (21 novembre 1645 - 14 aprile 1646);
- IX congregazione generale (13 dicembre 1649 - 23 febbraio 1650);
- X congregazione generale (7 gennaio 1652 - 20 marzo 1652);
- XI congregazione generale (9 maggio 1661 - 27 luglio 1661);
- XII congregazione generale (22 giugno 1682 - 6 settembre 1682);
- XIII congregazione generale (22 giugno 1687 - 7 settembre 1687);
- XIV congregazione generale (19 novembre 1696 - 16 gennaio 1697);
- XV congregazione generale (20 gennaio 1706 - 3 aprile 1706);
- XVI congregazione generale (19 novembre 1730 - 13 febbraio 1731);
- XVII congregazione generale (22 giugno 1751 - 5 settembre 1751);
- XVIII congregazione generale (18 novembre 1755 - 28 gennaio 1756);
- XIX congregazione generale (9 maggio 1758 - 18 giugno 1758);
- XX congregazione generale (9 ottobre 1820 - 10 dicembre 1820);
- XXI congregazione generale (30 giugno 1829 - 17 agosto 1829);
- XXII congregazione generale (22 giugno 1853 - 31 agosto 1853);
- XXIII congregazione generale (16 settembre 1883 - 23 ottobre 1883);
- XXIV congregazione generale (24 settembre 1892 - 5 dicembre 1892);
- XXV congregazione generale (1º settembre 1906 - 18 ottobre 1906);
- XXVI congregazione generale (2 febbraio 1915 - 18 marzo 1915);
- XXVII congregazione generale (8 settembre 1923 - 21 dicembre 1923);
- XXVIII congregazione generale (12 marzo 1938 - 9 maggio 1938);
- XXIX congregazione generale (6 settembre 1946 - 23 ottobre 1946);
- XXX congregazione generale (6 settembre 1957 - 11 novembre 1957);
- XXXI congregazione generale (7 maggio 1965 - 15 luglio 1965; 8 settembre 1966 - 17 novembre 1966);
- XXXII congregazione generale (2 dicembre 1974 - 7 marzo 1975);
- XXXIII congregazione generale (2 settembre 1983 - 25 ottobre 1983);
- XXXIV congregazione generale (5 gennaio 1995 - 22 marzo 1995);
- XXXV congregazione generale (7 gennaio 2008 - 6 marzo 2008);
- XXXVI congregazione generale (2 ottobre 2016 - 12 novembre 2016).